# USS McCoy Reynolds (DE-440)
USS McCoy Reynolds (DE-440) là một tàu hộ tống khu trục lớp John C. Butler từng phục vụ cùng Hải quân Hoa Kỳ trong Chiến tranh Thế giới thứ hai. Nó là chiếc tàu chiến duy nhất của Hải quân Hoa Kỳ được đặt cái tên này, theo tên Binh nhì Thủy quân Lục chiến McCoy Reynolds (1916-1942), người từng phục vụ cùng Sư đoàn 1 Thủy quân Lục chiến, đã tử trận trong trận phòng ngự Sân bay Henderson tại Guadalcanal vào ngày 25 tháng 11, 1942 và được truy tặng Huân chương Ngôi sao Bạc.
Nó đã phục vụ trong suốt Thế chiến II, được cho ngừng hoạt động sau khi xung đột chấm dứt vào năm 1946, rồi được huy động trở lại để tiếp tục phục vụ trong các cuộc Chiến tranh Triều Tiên và Chiến tranh Lạnh từ năm 1951 đến năm 1957. Con tàu được chuyển cho Bồ Đào Nha để hoạt động như là chiếc NRP Cortez Real (F 334) cho đến khi bị tháo dỡ vào năm 1970. McCoy Reynolds được tặng thưởng bốn Ngôi sao Chiến trận do thành tích phục vụ trong Thế Chiến II, và thêm một Ngôi sao Chiến trận khác khi hoạt động tại Triều Tiên.

## Thiết kế và chế tạo
Lớp John C. Butler được thiết kế nhằm đáp ứng nhu cầu một số lượng lớn nhưng rẻ tiền của một kiểu tàu hộ tống chống tàu ngầm để hộ tống các đoàn tàu vận tải vượt đại dương. Chúng có chiều dài chung 306 foot (93,3 m), mạn tàu rộng 36 foot 10 inch (11,2 m) và mớn nước 13 foot 4 inch (4,1 m), trọng lượng choán nước tiêu chuẩn 1.350 tấn Anh (1.372 t), và lên đến 1.745 tấn Anh (1.773 t) khi đầy tải, với một thủy thủ đoàn bao gồm 14 sĩ quan và 201 thủy thủ. Con tàu được vận hành bởi hai turbine hơi nước hộp số Westinghouse; hơi nước được cung cấp bởi hai nồi hơi "D" Express, tạo ra công suất 12.000 mã lực càng (8.900 kW) và cho phép đạt được tốc độ tối đa 24 hải lý trên giờ (44 km/h; 28 mph). Nó có tầm hoạt động 6.000 hải lý (11.000 km; 6.900 mi) ở tốc độ đường trường 12 hải lý trên giờ (22 km/h; 14 mph).
Dàn vũ khí chính bao gồm hai tháp pháo 5-inch/38 caliber đa dụng nòng đơn, được dẫn đường bởi hệ thống điều khiển hỏa lực Mark 51; vũ khí phòng không gồm hai khẩu đội Bofors 40 mm L/60 nòng đôi và mười khẩu Oerlikon 20 mm nòng đơn cũng được dẫn đường bởi hệ thống Mark 51. Ngoài ba ống phóng ngư lôi 21 inch (533 mm), vũ khí chống ngầm bao gồm hai đường ray thả mìn sâu, tám máy phóng mìn sâu K-gun cùng một dàn súng cối chống ngầm Hedgehog. Con tàu được trang bị sonar kiểu QC, radar dò tìm mặt biển SL và radar dò tìm không trung SA.
McCoy Reynolds được đặt lườn tại xưởng tàu của hãng Federal Shipbuilding and Dry Dock Company ở Newark, New Jersey vào ngày 18 tháng 11, 1943. Nó được hạ thủy vào ngày 22 tháng 2, 1944, được đỡ đầu bởi bà Tilden Reynolds, mẹ của Binh nhì Reynolds, và được cho nhập biên chế cùng Hải quân Hoa Kỳ tại Xưởng hải quân Brooklyn vào ngày 2 tháng 5, 1944 dưới quyền chỉ huy của Hạm trưởng, Thiếu tá Hải quân Edwin K. Winn.

## Lịch sử hoạt động

### USSMcCoy Reynolds

#### Thế Chiến II
Sau khi hoàn tất việc chạy thử máy huấn luyện tại khu vực Bermuda và sửa chữa sau chạy thử máy, McCoy Reynolds chuẩn bị để được điều động sang khu vực Mặt trận Thái Bình Dương. Nó khởi hành từ Norfolk, Virginia, vào ngày 11 tháng 7, 1944 để hộ tống cho tàu sân bay Ranger (CV-4) đi sang vùng kênh đào Panama, đến nơi vào ngày 16 tháng 7. Nó băng qua kênh đào vào ngày 26 tháng 7, đi đến San Diego, California vào ngày 6 tháng 8, và từ ngày 13 đến ngày 19 tháng 8 đã thực hiện chuyến đi hướng sang quần đảo Hawaii. Rời Trân Châu Cảng vào ngày 3 tháng 9, nó hộ tống tàu bè đi ngang qua quần đảo Admiralty để đến Palau. Từ ngày 20 đến ngày 24 tháng 9, nó hộ tống các tàu chiến tham gia bắn phá hỗ trợ cho cuộc đổ bộ của lực lượng Thủy quân Lục chiến lên Peleliu.
Vào ngày 25 tháng 9, trên đường đi để gia nhập Lực lượng Đặc nhiệm 57 ngoài khơi Guam, McCoy Reynolds dò được tín hiệu sonar một tàu ngầm đối phương, đã tấn công trong suốt hai giờ bằng nhiều lượt mìn sâu nhưng không có kết quả. Sang 02 giờ 03 phút ngày 26 tháng 9, nó phát hiện mục tiêu nổi trên mặt nước qua radar ở khoảng cách 9.000 yd (8,2 km), nhưng mục tiêu biến mất năm phút sau đó; đến 02 giờ 13 phút nó lại phát hiện mục tiêu qua sonar ở khoảng cách 2.500 yd (2.300 m). Nó bắt đầu tấn công từ 02 giờ 19 phút với bảy lượt súng cối chống ngầm Hedgehog và mìn sâu nhắm vào mục tiêu. Sau lượt tấn công cuối cùng lúc 06 giờ 15 phút, một vụ nổ ngầm lớn dưới nước tiếp nối với mảng dầu loang lớn và nhiều mảnh vỡ trồi lên mặt nước, xác nhận tàu ngầm Nhật Bản RO-47 đã bị đánh chìm tại tọa độ 09°19′B 136°44′Đ / 9,317°B 136,733°Đ.
Đi đến Guam vào ngày 28 tháng 9, làm nhiệm vụ hộ tống các đoàn tàu vận tải. Trong các ngày 25 và 26 tháng 10, nó hộ tống các tàu tiếp liệu thuộc Đội đặc nhiệm 30.8 đi đến phía Đông Luzon, Philippines để tiếp nhiên liệu cho các tàu sân bay ngay sau trận Hải chiến vịnh Leyte. Sau đó nó hộ tống hai tàu chở quân đi sang vịnh Leyte từ ngày 11 đến ngày 14 tháng 11, rồi lại cùng một đoàn tàu vận tải lên đường vào ngày hôm sau để quay trở lại Palau, đi đến Kossol Roads vào ngày 18 tháng 11.
Vào ngày 19 tháng 11, với sự giúp đỡ của máy bay tuần tra, McCoy Reynolds cùng với tàu chị em Conklin (DE-439) được phái đi tìm diệt một tàu ngầm đối phương được một tàu tuần tra và một tàu quét mìn phát hiện ở lối ra vào phía Tây của Kossol Roads. Cả hai dò được mục tiêu qua sonar lúc 15 giờ 04 phút, và McCoy Reynolds bắn tổng cộng ba loạt Hedgehog lúc 15 giờ 39 phút nhưng không có kết quả và mục tiêu biến mất. Đến 16 giờ 03 phút, Conklin phát hiện mục tiêu và bắn một loạt Hedgehog lúc 16 giờ 15 phút, ghi nhận một vụ nổ nhỏ dưới nước; rồi bắn thêm một loạt súng cối mười phút sau đó, ghi nhận thêm một vụ nổ khác, nhưng chiếc tàu ngầm đối phương tiếp tục cơ động lẫn tránh, né được lượt tấn công thứ ba của Conklin. Đến 16 giờ 45 phút, McCoy Reynolds thả một loạt 12 quả mìn sâu xuống độ sâu 450 ft (140 m), một bong bóng khí đường kính 25 ft (7,6 m) trồi lên mặt nước, và sau đó là một vụ nổ lớn ngầm dưới nước. Đến 17 giờ 00 họ lại dò thấy tín hiệu sonar, nhưng ngay sau đó là một vụ nổ dưới nước khác, đến mức tạm thời làm hỏng bộ sonar. Một bong bóng khí lớn khác lại nổi lên, kèm theo nhiều tiếng nổ nhỏ, rồi dầu diesel và mảnh vỡ bắt đầu nổi lên khắp mặt nước, xác nhận tàu ngầm Nhật Bản I-37 đã bị đánh chìm tại tọa độ 08°07′B 134°16′Đ / 8,117°B 134,267°Đ.
Trong suốt tháng 3, 1945, McCoy Reynolds phục vụ hộ tống vận tải tại các khu vực quần đảo Marshall và Mariana, cũng như tuần tra chống tàu ngầm tại Ulithi và đảo Manus. Nó rời Ulithi vào ngày 26 tháng 3 để hộ tống đội tiếp liệu phục vụ cho hoạt động của Lực lượng Đặc nhiệm 58 thuộc Đệ Ngũ hạm đội trong trận Okinawa. Đang khi hoạt động hộ tống vào ngày 12 tháng 5, nó đi đến để trợ giúp cho chiếc Bunker Hill (CV-17), sau khi chiếc tàu sân bay bị hai máy bay tấn công tự sát Kamikaze đâm trúng một ngày trước đó, khiến hư hại và tổn thất nhân mạng nặng nề. Nó đã hộ tống cho Bunker Hill rút lui về đến Ulithi vào ngày 14 tháng 5, rồi quay trở lại hộ tống cho đội tiếp liệu.
Sau một chuyến hộ tống vận tải tại Ulithi, McCoy Reynolds hoạt động tuần tra chống tàu ngầm và phòng không ngoài khơi Okinawa, vào giai đoạn trận chiến tại đây sắp kết thúc. Vào ngày 12 tháng 7, nó bắt giữ hai binh lính Nhật Bản tìm cách trốn thoát khỏi hòn đảo bằng xuồng. Sau khi Nhật Bản chấp nhận đầu hàng vào ngày 15 tháng 8, giúp chấm dứt vĩnh viễn cuộc xung đột, nó giải cứu hai phi công Lục quân bị rơi máy bay tại Hagushi vào ngày 9 tháng 9. Sau đó nó đảm nhiệm việc vận chuyển nhân sự, hàng hóa và thư tín từ Okinawa đến Nagasaki và Sasebo cho đến ngày 15 tháng 10, khi được lệnh quay trở về Hoa Kỳ.
Đi ngang qua Saipan và Trân Châu Cảng, McCoy Reynolds về đến San Diego, California vào ngày 5 tháng 11. Nó được cho xuất biên chế tại đây vào ngày 31 tháng 5, 1946 và được đưa về Hạm đội Dự bị Thái Bình Dương.

#### Chiến tranh Triều Tiên
Sau khi cuộc Chiến tranh Triều Tiên bùng nổ vào tháng 6, 1950, McCoy Reynolds được cho tái biên chế trở lại vào ngày 29 tháng 3, 1951 dưới quyền chỉ huy của Hạm trưởng, Thiếu tá Hải quân Peter S. Smith. Sau khi hoàn tất việc chạy thử máy, nó rời San Diego vào ngày 8 tháng 7 và đi đến Trân Châu Cảng vào ngày 14 tháng 7. Con tàu tiếp tục thực hành huấn luyện và hoạt động tại chỗ ở vùng biển Hawaii cho đến khi lên đường đi sang Viễn Đông vào ngày 3 tháng 5, 1952. Đi ngang qua Midway và Yokosuka, nó đi đến ngoài khơi bờ biển phía Đông bán đảo Triều Tiên vào ngày 17 tháng 5, và bắt đầu tiến hành bắn phá khu vực Sŏngjin từ ngày hôm sau, cũng như phá hủy một đoàn tàu hỏa Bắc Triều Tiên vào ngày 21 tháng 5. Nó luân phiên hoạt động tại Triều Tiên với những chuyến hộ tống vận tải, chuyển giao và hỗ trợ các đội phá hoại dưới nước (UDT: Underwater Demolition Team) từ Nhật Bản đến Okinawa, cũng như tham gia tuần tra tại eo biển Đài Loan. Khi hoàn thành nhiệm vụ vào ngày 20 tháng 8, nó lên đường để quay trở về Trân Châu Cảng, đến nơi vào ngày 29 tháng 8.

#### Chiến tranh Lạnh
Khi xung đột tại Triều Tiên kết thúc nhờ các bên tham chiến đạt được thỏa thuận ngừng bắn, McCoy Reynolds tiếp tục hoạt động tại chỗ ở vùng biển Hawaii. Nó được phái sang Viễn Đông vào ngày 4 tháng 1, 1954, đi đến vịnh Manila, Philippines vào ngày 18 tháng 1, rồi tập trận phối hợp cùng Hải quân Hoàng gia Thái Lan và hoạt động huấn luyện trong biển Đông. Sau khi phục vụ như một tàu căn cứ tại Hong Kong từ ngày 20 tháng 3 đến ngày 12 tháng 5, nó tiếp tục tập trận tại vịnh Thái Lan và biển Đông trước khi lên đường vào ngày 29 tháng 6 để quay trở về cảng nhà, về đến Trân Châu Cảng vào ngày 11 tháng 7.
Sau những hoạt động bảo trì và huấn luyện thường lệ tại Trân Châu Cảng, McCoy Reynolds lên đường vào ngày 31 tháng 5, 1955 để tuần tra khảo sát tại khu vực quần đảo Caroline, đồng thời phục vụ tìm kiếm giải cứu tại khu vực Trung tâm Thái Bình Dương, rồi quay trở về Trân Châu Cảng vào ngày 22 tháng 10. Nó tiếp tục hoạt động huấn luyện, hộ tống và tuần tra chống tàu ngầm tại đây cho đến khi lên đường vào ngày 24 tháng 8, 1956 để đi đến vùng bờ Tây Hoa Kỳ, đi đến San Francisco, California vào ngày 31 tháng 8.
Sau khi được đại tu tại Xưởng hải quân San Francisco, McCoy Reynolds một lần nữa được cho xuất biên chế tại Treasure Island, California vào ngày 7 tháng 2, 1957. Quyền sở hữu con tàu được chuyển giao cho chính phủ Bồ Đào Nha sau khi tên nó được cho rút khỏi danh sách Đăng bạ Hải quân Hoa Kỳ vào ngày 1 tháng 11, 1968.

### NRPCortez Real(F 334)
Con tàu được chuyển giao cho Bồ Đào Nha vào ngày 7 tháng 2, 1957 trong khuôn khổ Chương trình Viện trợ Quân sự, và tiếp tục phục vụ cùng Hải quân Bồ Đào Nha như là tàu frigate NRP Cortez Real (F 334) cho đến khi xuất biên chế vào ngày 19 tháng 11, 1968. Hoa Kỳ chuyển quyền sở hữu con tàu cho Bồ Đào Nha vào tháng 12, 1968 và con tàu bị tháo dỡ sau đó.

## Phần thưởng
McCoy Reynolds được tặng thưởng bốn Ngôi sao Chiến trận do thành tích phục vụ trong Thế Chiến II, và thêm một Ngôi sao Chiến trận khác khi hoạt động tại Triều Tiên.
|                                                       |  |  |
| Bronze star · Bronze star · Bronze star · Bronze star |  |  |
| Bronze star                                           |  |  |

| Dãi băng Hoạt động Tác chiến (truy tặng)                                | Dãi băng Hoạt động Tác chiến (truy tặng)      | Huân chương Chiến dịch Hoa Kỳ                 | Huân chương Chiến dịch Hoa Kỳ                         |
| Huân chương Chiến dịch Châu Á-Thái Bình Dương với 4 Ngôi sao Chiến trận | Huân chương Chiến thắng Thế Chiến II          | Huân chương Chiến thắng Thế Chiến II          | Huân chương Phục vụ Phòng vệ Quốc gia                 |
| Huân chương Phục vụ Triều Tiên với 1 Ngôi sao Chiến trận                | Huân chương Liên Hiệp Quốc Phục vụ Triều Tiên | Huân chương Liên Hiệp Quốc Phục vụ Triều Tiên | Huân chương Phục vụ Chiến tranh Triều Tiên (Hàn Quốc) |